# 聖約瑟夫 (明尼蘇達州)
聖約瑟夫（英語：St. Joseph）是一個位於美國明尼蘇達州斯特恩斯縣的城市。

## 人口
根據2020年美國人口普查的數據，聖約瑟夫的面積為24.11平方千米，當中陸地面積為24.07平方千米，而水域面積為0.04平方千米。當地共有人口7029人，而人口密度為每平方千米292人。